# Щербиновка (Саратовская область)
Щербиновка — деревня в Аткарском районе Саратовской области России. Входит в состав Кочетовского муниципального образования.

## История
В «Списке населённых мест Саратовской губернии по данным 1859 года» населённый пункт упомянут как владельческое сельцо Щербиновка (Софьино) Аткарского уезда (1-го стана) при реке Медведице, расположенное в 18 верстах от уездного города Аткарска. В сельце имелось 77 дворов и проживало 657 жителей (330 мужчин и 327 женщин). Имелся конный завод.
Согласно «Списку населённых мест Аткарского уезда» издания 1914 года (по сведениям за 1911 год) в деревне Щербиновка, относившейся к Лапуховской волости, имелось 160 хозяйств и проживало 973 человека (480 мужчин и 493 женщины). Функционировала земская школа.
До 2014 года деревня входила в состав Елизаветинского муниципального образования.

## География
Деревня находится в юго-западной части района, в пределах Приволжской возвышенности, на правом берегу реки Медведица, на расстоянии примерно 9 километров (по прямой) к юго-юго-западу (SSW) от города Аткарск. Абсолютная высота — 168 метров над уровнем моря.
Часовой пояс
Деревня Щербиновка, как и вся Саратовская область, находится в часовой зоне МСК+1. Смещение применяемого времени относительно UTC составляет +4:00.

## Население
| 2010 |
| ---- |
| 6    |

Гендерный состав
По данным Всероссийской переписи населения 2010 года в гендерной структуре населения мужчины составляли 50 %, женщины — соответственно также 50 %.
Национальный состав
Согласно результатам переписи 2002 года, в национальной структуре населения русские составляли 100 % из 5 чел.

## Улицы
Уличная сеть деревни состоит из одной улицы (ул. Лесная).